# Пуж'єгурт
Пуж'єгу́рт (рос. Пужьегурт) — присілок у складі Шарканському районі Удмуртії, Росія.

## Населення
Населення — 4 особи (2010; 9 у 2002).
Національний склад станом на 2002:
- удмурти — 100 %

## Урбаноніми[3]
- вулиці — Зелена